# (38461) Jiřítrnka
(38461) Jiřítrnka, désignation internationale (38461) Jiritrnka, est un astéroïde de la ceinture principale.

## Description
(38461) Jiritrnka est un astéroïde de la ceinture principale. Il fut découvert le 15 octobre 1999 à l'Observatoire d'Ondřejov par Petr Pravec. Il présente une orbite caractérisée par un demi-grand axe de 3,17 UA, une excentricité de 0,05 et une inclinaison de 0,3° par rapport à l'écliptique.

## Compléments